# مسجد نیگنان
مسجد نیگنان، بنایی تاریخی است مربوط به دوره قاجار که در روستای نیگنان از توابع دهستان علی‌جمال بخش مرکزی شهرستان بشرویه واقع شده‌است. این اثر در تاریخ ۲۶ دی ۱۳۸۶ با شمارهٔ ثبت ۲۰۵۶۶ به‌عنوان یکی از آثار ملی ایران به ثبت رسیده است.